# Königssee

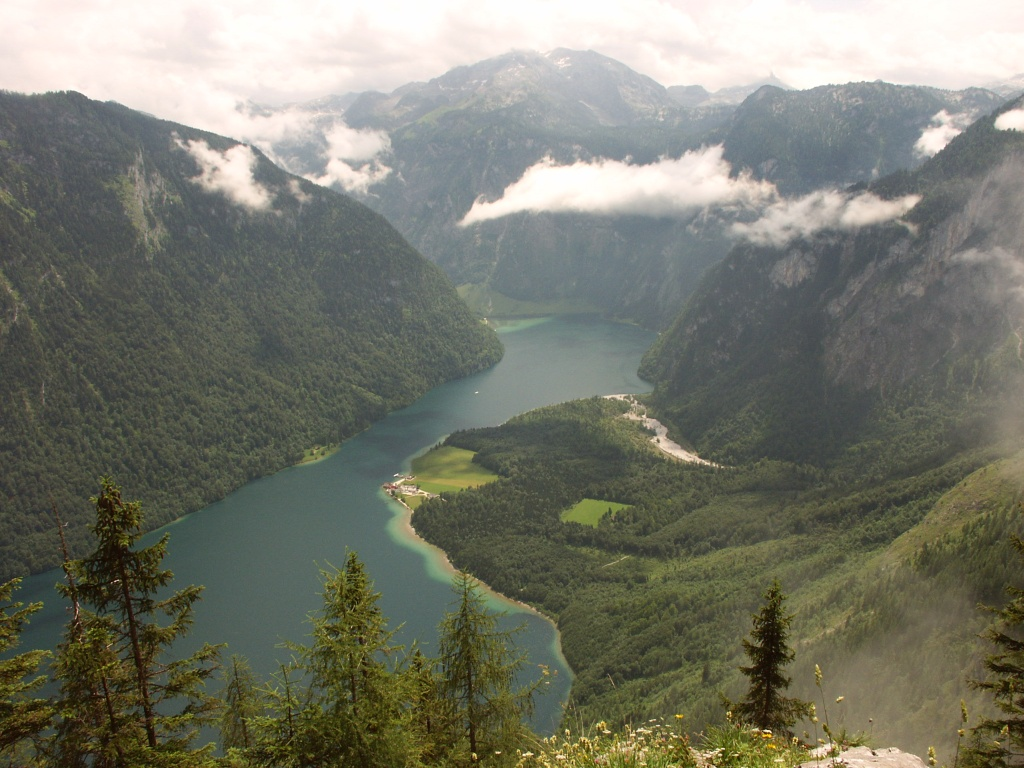
Königssee

Königssee är en långsträckt 5,2 km² stor insjö i sydöstra delen av det tyska förbundslandet Bayern. Sjön bildades under senaste istiden av olika glaciärer och är omgiven av flera höga bergstoppar. Nästan hela sjön tillhör nationalparken Berchtesgaden.
Namnet kommer inte från König (tyska för konung). Enligt flera historiska källor står beteckningen i samband med mansnamnet Kuno och i vissa skrifter stavades namnet Kunigsee. Ett annat gammalt namn var Bartholomäsee.
På Königssee trafikerar 18 stora och ett litet fartyg med elektrisk motor. De första båtarna sjösattes 1909 och det äldsta fartyget som fortfarande är i bruk byggdes 1920. Under färden demonstrerar fartygets kapten bergsområdets eko med hjälp av en trumpet.
Avrinningsområdet av sjöns tillflöden är 136,5 km² stort. Det består till 63,6 procent av naturligt landskap, till 28 procent av brukad skog samt till 8,4 procent av betesmarker (ytor för samhällen och industri inte medräknade). Sjön avvattnas av vattendraget Königssee-Ache och där förekommer ett överfallsvärn. På vissa ställen är Königssee 190 meter djup.
På grund av den klippiga grunden är sjöns stränder fattiga på växter. På några ställen förekommer Ranunculus trichophyllus. Vanliga fiskar i sjön är fjällröding (Salvelinus alpinus), sikar (Coregonus) och gädda (Esox lucius).